# Михальки (Гомельская область)
Михальки (бел. Міхалькі́) — агрогородок в Долголесском сельсовете Гомельского района Гомельской области Республики Беларусь.

## География

### Расположение
В 28 км от железнодорожной станции Прибор (на линии Калинковичи — Гомель), в 30 км на юго-запад от Гомеля. На западе граничит с лесом.

### Гидрография
На востоке и севере мелиоративные каналы, соединённые с рекой Днепр.

## Транспортная сеть
Транспортные связи по автодороге, которая связывает агрогородок с автодорогой Калинковичи — Гомель. В агрогородок ходит рейсовый автобус с автовокзала Гомеля. Планировка состоит из прямолинейной улицы, ориентированной с юго-востока на северо-запад, к которой с востока присоединяется короткая улица. Застройка деревянная, усадебного типа. Часть агрогородка занимает возведенная в 1987—1990 годах новая кирпичная застройка (100 домов коттеджного типа), где разместились переселенцы из Кормянского района, загрязнённого радиацией в результате катастрофы на Чернобыльской АЭС.

## История
По письменным источникам известны с XVI века как хутор в Речицком повете Минского воеводства Великого княжества Литовского (ВКЛ). Впервые упоминается в 1526—1531 годах в материалах об уточнении границ между ВКЛ и Черниговским княжеством.
После 1-го раздела Речи Посполитой (1772 год) в составе Российской империи. Хозяйка поместья Михальки помещица Володькович владела в 1853 году 14 384 десятинами земли, питейным домом, ветряной мельницей, винокуренным, кирпичным и дегтярным заводами. Позже поместьем владела помещица Хомяновская. В 1873 году начал работу смолокуренный, а в 1876 году — сахарный заводы. Согласно переписи 1897 года располагались: школа грамоты, хлебозапасный магазин, кузница, винная лавка, трактир, деревня входила в Дятловичскую волость Гомельского уезда Могилёвской губернии. Действовало народное училище (в 1907 году 62 ученика). В 1909 году 943 десятины земли, в поместье, которое принадлежало крестьянскому земельному банку, — 1138 десятин земли.
В 1926 году работали почтовый пункт, начальная школа, изба-читальня. С 8 декабря 1926 года по 16 мая 1957 года центр Михальковского сельсовета Дятловичского, с 4 августа 1927 года Гомельского районов Гомельского округа (до 26 июля 1930 года), с 20 февраля 1938 года Гомельской области. В 1930 году организован колхоз «1 Августа», работали кузница и шерсточесальня.
Во время Великой Отечественной войны с августа 1941 года до июня 1942 года действовало патриотическое подполье под руководством В. Ф. Морозова, М. Я. Матвеенко и К. В. Бурого. Подпольщики имели связь с Гомельским подпольем. Патриоты сожгли 11 мостов, взорвали автомашину, уничтожили 12 км телефонной связи, 11 немецких солдат. Оккупанты арестовали 20 подпольщиков. В ноябре 1943 года немецкие каратели сожгли 58 дворов и убили 19 жителей. 68 жителей погибли на фронте.
В 1948 году начальная школа преобразована в 7-летнюю. В 1959 году центр совхоза «Мирный». Расположены 9-летняя школа, Дом культуры, библиотека, детский сад, фельдшерско-акушерский пункт, отделение связи, столовая, 2 магазина, баня. 
По состоянию на 2024 год, баня больше не функционирует, детский сад перенесен на территорию школы, столовая ликвидирована и снесена, Дом культуры перенесен в здание детского сада. 

## Население
- 1885 год — 73 двора, 505 жителей.
- 1897 год — 110 дворов, 735 жителей (согласно переписи).
- 1909 год — 124 двора, 842 жителя.
- 1926 год — 191 двор, 1090 жителей.
- 1959 год — 349 жителей (согласно переписи).
- 2004 год — 234 хозяйства, 642 жителя.
- 2021 год - 255 участков, 847 жителя.

## Достопримечательность
- Братская могила[2][3]. Оцифрована в 2025 году.